# Federação Catarinense de Futebol
De Federação Catarinense de Futebol (Nederlands: Voetbalfederatie van Santa Catarina) werd opgericht op 12 april 1924 en controleert alle officiële voetbalcompetities in de staat Santa Catarina. De federatie vertegenwoordigt de voetbalclubs bij de overkoepelende CBF en organiseert de Campeonato Catarinense en de Copa Santa Catarina.
Acre · Alagoas · Amapá · Amazonas · Bahia · Ceará · Espírito Santo · Federaal District · Goiás · Maranhão · Mato Grosso · Mato Grosso do Sul · Minas Gerais · Pará · Paraíba · Paraná · Pernambuco · Piauí · Rio de Janeiro · Rio Grande do Norte · Rio Grande do Sul · Rondônia · Roraima · Santa Catarina · São Paulo · Sergipe · Tocantins